# Witnica
Witnica (in tedesco Vietz a. d. Ostbahn) è un comune urbano-rurale polacco del distretto di Gorzów, nel voivodato di Lubusz.
Ricopre una superficie di 278,25 km² e nel 2004 contava 13 034 abitanti.

## Amministrazione

### Gemellaggi
- Müncheberg